# Bạch Xà truyện
Bạch xà truyện (白蛇傳), còn có tên là Hứa Tiên và Bạch Nương Tử (許仙與白娘子) là một trong bốn truyền thuyết dân gian lớn của Trung Quốc. Câu chuyện ra đời vào thời Nam Tống hoặc sớm hơn và được lưu truyền rộng rãi dưới thời nhà Thanh, là sản phẩm sáng tác tập thể của dân gian Trung Quốc. Nội dung Bạch Xà truyện miêu tả câu chuyện tình yêu giữa một Bạch xà tinh tu luyện thành người (Bạch Nương Tử) và một chàng trai ở trần gian (Hứa Tiên). Câu chuyện đã nhiều lần được chuyển thể thành Kinh kịch, phim điện ảnh và phim truyền hình. Còn tại Việt Nam, Bạch Xà truyện đã được dựng thành cải lương.
Một trong những văn bản sớm nhất ghi lại câu chuyện này là Bạch Nương Tử vĩnh trấn Lôi Phong tháp (白娘子永鎮雷峰塔) trong Cảnh thế thông ngôn của Phùng Mộng Long, được viết vào thời Minh.

## Tóm tắt nội dung

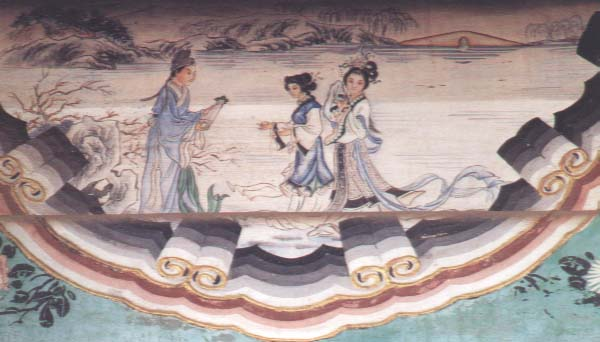
Minh họa Bạch Xà truyện ở Di Hòa Viên: Bạch Nương Tử và Tiểu Thanh gặp Hứa Tiên bên Tây Hồ

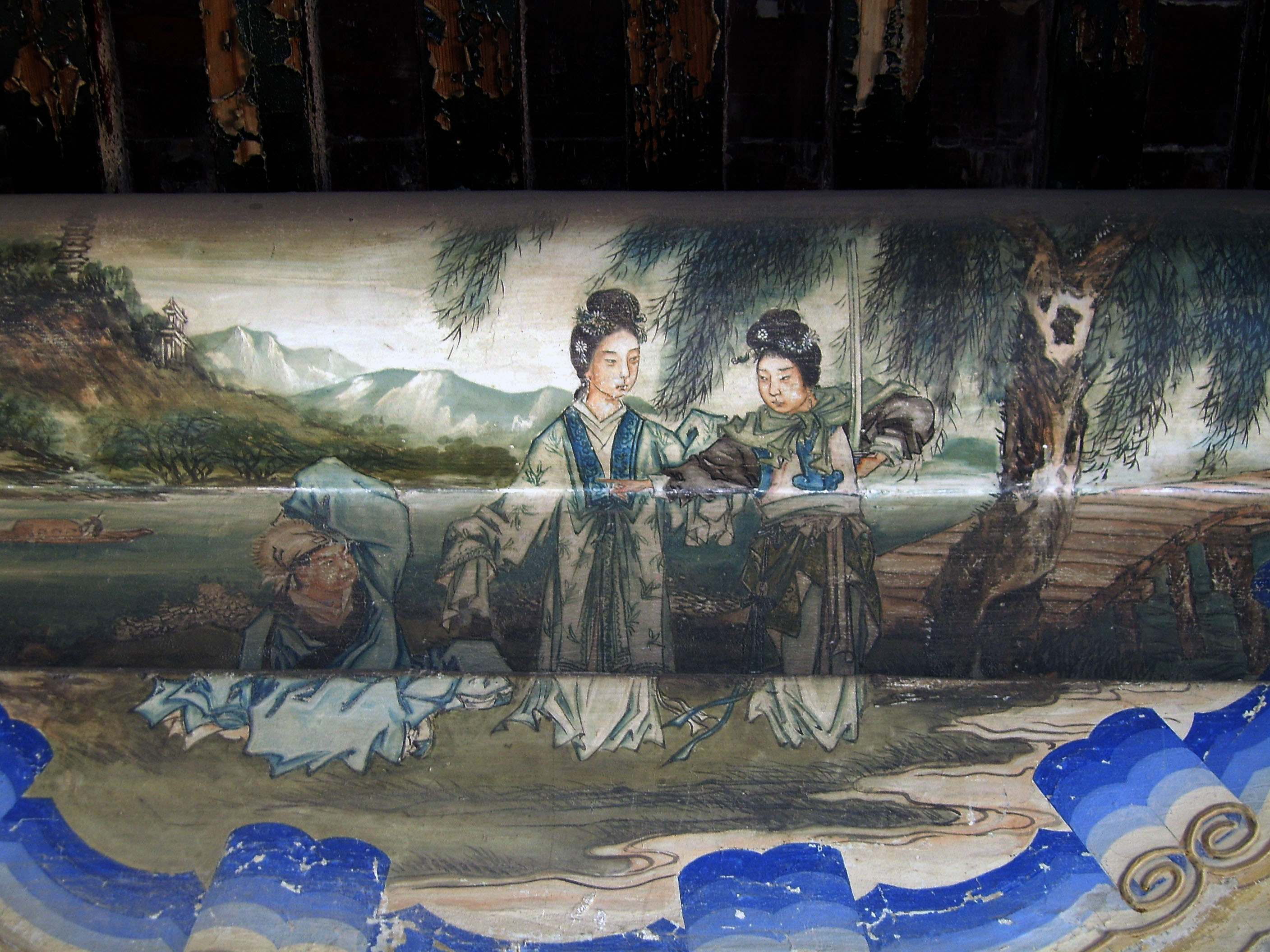
Minh họa Bạch Xà truyện ở Di Hòa Viên

### Truyền thuyết gốc
Truyền thuyết xảy ra vào thời Tống ở Hàng Châu, Tô Châu và Trấn Giang. Nó được lưu truyền đến ngày nay và có nhiều văn bản khác nhau nhưng các tình tiết cơ bản bao gồm: mượn ô, trộm cỏ tiên, nước tràn Kim Sơn, Đoạn Kiều, tháp Lôi Phong, tế tháp.
Một trong các văn bản kể lại như sau: Lã Động Tân, một trong những bát tiên trong truyền thuyết, bán thuốc ở cầu Đoạn Kiều bên Tây Hồ. Khi Hứa Tiên còn nhỏ mua một viên thuốc tiên về uống, kết quả 3 ngày 3 đêm không muốn ăn gì cả, vội vã đi tìm Lã Động Tân. Lã Động Tân phải mang Hứa Tiên đến Đoạn Kiều, dốc ngược 2 chân lên, viên thuốc bị thổ ra rớt xuống Tây Hồ. Sau đó bị Bạch Xà (Bạch Nương Tử) tu luyện trong hồ nuốt phải, tăng thêm 500 năm công lực, Bạch Xà nhân đó kết mối nhân duyên với Hứa Tiên. Con rùa đen cũng tu luyện tại đó, sau này là Pháp Hải hòa thượng, vì không nuốt được viên thuốc nên mang lòng căm hận Bạch Xà. Bạch Xà nhìn thấy một người ăn xin cầm trong tay một con Thanh Xà và vì muốn lấy mật rắn bán lấy tiền nên Bạch Xà bèn hóa thân thành người đi mua Thanh Xà (Tiểu Thanh), từ đó Thanh Xà nhận Bạch Nương Tử làm chị. Ngày Thanh minh 18 năm sau, Bạch Xà biến phàm xuống núi, hóa thân thành Bạch Nương Tử. Nàng và Tiểu Thanh cùng đến Hàng Châu, bên cầu Đoạn Kiều đi chơi nhưng gặp phải mưa. Nhờ có Hứa Tiên cho mượn ô, 2 người từ đó quen biết nhau. Bạch Nương Tử và Hứa Tiên không lâu sau thành thân, dời qua Trấn Giang mở hiệu thuốc. Pháp Hải biết chuyện Bạch Nương Tử và Tiểu Thanh là yêu quái nên nhiều lần phá hoại quan hệ giữa Bạch Nương Tử và Hứa Tiên. Hứa Tiên tin lời Pháp Hải, vào tết Đoan ngọ dùng rượu Hùng hoàng cho Bạch Nương Tử uống say, khiến nàng hiện nguyên hình là rắn. Hứa Tiên thấy vậy kinh hãi mà chết. Bạch Nương Tử vì cứu chồng, mạo hiểm tính mạng đến núi Côn Luân trộm cỏ tiên. Hứa Tiên sống lại bị Pháp Hải bắt nhốt tại chùa Kim Sơn, Trấn Giang, và không cho vợ chồng họ đoàn tụ. Bạch Nương Tử vì muốn cứu Hứa Tiên, cùng Tiểu Thanh đấu pháp với Pháp Hải, dẫn nước Tây Hồ tràn ngập chùa Kim Sơn, nhưng vì Bạch Nương Tử có thai nên không cứu được Hứa Tiên. Hứa Tiên trốn về Hàng Châu, tại Đoạn Kiều gặp lại Bạch Nương Tử. Pháp Hải dùng Phật pháp nhốt Bạch Nương Tử trong tháp Lôi Phong, chia rẽ Hứa Tiên và Bạch Nương Tử, Tiểu Thanh may mắn trốn thoát được. 20 năm sau, con của Bạch Nương Tử đỗ Trạng nguyên, áo gấm về làng tế mẹ. Tiểu Thanh tu luyện đã thành, trở về Kim Sơn, đánh thắng Pháp Hải. Sau đó phá được tháp Lôi Phong và cứu được Bạch Nương Tử. Nước Tây Hồ cạn, Pháp Hải không có chỗ trốn, thân mặc áo bào màu vàng trốn vào bụng cua. Cuối cùng vợ chồng Hứa Tiên đoàn tụ còn Pháp Hải phải sống trong bụng cua, cho nên ngày nay mỡ trong bụng cua mang màu vàng của áo bào hòa thượng.
Các tác phẩm ghi lại truyền thuyết này có thể kể đến:
- Thái Bình quảng ký: Bạch Xà ký của Lý Phưởng thời Bắc Tống (?)
- Song ngư phiến trụy thời Nam Tống
- Thanh Bình Sơn Đường thoại bản: Tây Hồ tam tháp ký thời Minh
- Cảnh thế thông ngôn: Bạch Nương tử vĩnh trấn Lôi Phong tháp của Phùng Mộng Long thời Minh
- Nghĩa yêu truyện thời Thanh
- Lôi Phong tháp truyền kỳ của Phương Thành Bồi thời Thanh
- Lôi Phong tháp kỳ truyện của Ngọc Sơn chủ nhân thời Thanh
- Bạch Nương Tử truyền kỳ của Mộng Hoa quán chủ thời Thanh
- Bạch Xà truyện tiền hậu tập của Mộng Hoa quán chủ thời Thanh
- Bạch Xà toàn truyện của Mộng Hoa quán chủ thời Thanh

### Bạch Nương Tử vĩnh trấn Lôi Phong tháp
Trong tác phẩm Cảnh thế thông ngôn của Phùng Mộng Long viết vào cuối đời Minh, quyển 28: Bạch Nương Tử vĩnh trấn Lôi Phong tháp ghi lại như sau: Vào năm Thiệu Hưng thời Tống, ở Hàng Châu có một người chủ hiệu thuốc tên là Hứa Tuyên (sau dân gian đổi thành Hứa Tiên), tại Tây Hồ gặp được một người con gái đẹp tên Bạch Nương Tử, là bạch xà tu luyện ngàn năm hóa thành, cùng một người tỳ nữ tên Thanh Thanh, là thanh ngư (cá xanh) hóa thành, ba người cùng che chung ô, rồi cùng ở trên thuyền tránh mưa. Sau khi xuống thuyền, Hứa Tiên lấy ô đem cho Bạch Nương Tử mượn, ngày hôm sau như hẹn đến Bạch gia lấy ô, hai người gặp nhau rồi đem lòng yêu nhau, nhờ có Thanh Thanh tác hợp, hai người kết làm vợ chồng.
Sau khi thành thân, Bạch Nương Tử có hành vi quái dị, khiến cho Hứa Tiên khó chịu. Sau đó, Hứa Tiên gặp được hòa thượng Pháp Hải ở chùa Kim Sơn, Pháp Hải lấy một chiếc bát giao cho Hứa Tiên, dặn Hứa Tiên chụp bát vào đầu bạch xà. Bạch Nương Tử và Thanh Thanh bị chụp vào trong bát, hiện ra nguyên hình. Pháp Hải mang bát đặt trước chùa Lôi Phong, dùng đá xếp thành tòa bảo tháp bảy tầng, tên là tháp Lôi Phong. Lưu lại một bài kệ: Tây Hồ nước cạn, sông hồ chẳng lên, tháp Lôi Phong đổ, Bạch Xà xuất thế.
Truyền thuyết này được lưu truyền trong dân gian đã lâu, Phùng Mộng Long chỉ là người ghi lại. Sau khi Cảnh thế thông ngôn ra đời, nhiều tình tiết được bổ sung vào câu chuyện như: Bạch Nương Tử đến núi Nga My trộm cỏ tiên linh chi, dâng nước ngập tràn chùa Kim Sơn, Pháp Hải trốn vào bụng cua để thoát chết v.v... Bạch Xà lúc đầu không có tên, sau được gọi tên là Bạch Tố Trinh.

### Lôi Phong tháp kỳ truyện
Lôi Phong tháp kỳ truyện dựa trên truyện truyền kỳ Lôi Phong tháp được biên soạn dưới thời Ung Chính, Càn Long nhà Thanh cùng với truyền thuyết dân gian cải biên thành, là một trong bốn bộ tiểu thuyết thần ma thời Thanh. Do Giang Âm Hương lấy tên Ngọc Sơn chủ atistyeyra9nhân hoặc Ngọc Hoa Đường chủ nhân hiệu đính thành tiểu thuyết trung thiên chương hồi, gồm 5 quyển 13 hồi, đề tựa: Ngọc Hoa Đường chủ nhân thời Thanh hiệu đính. Nguyên bản khắc in năm Gia Khánh thứ 11 (1806) mang tên Cô Tô nguyên bản, bên trong đề Tân bản Bạch Xà tinh ký Lôi Phong tháp, mục lục đề Tân biên Lôi Phong tháp kỳ truyện, lời tựa đề Lôi Phong mộng sử. Các bản in sau này như Toàn Phúc Đường tả khắc bản, Ích Hòa Đường san bản, Kinh Quốc Đường tả khắc bản, Thạch ấn bản Thủy Trúc cư sĩ năm Quang Tự thứ 19..., các bản này tên sách hoặc tiêu đề đều không giống nhau, như Tăng tượng nghĩa yêu toàn truyện đồ vịnh, Bạch Nương Tử xuất thế... Nội dung dựa vào thoại bản, hý khúc, so với Cảnh thế thông ngôn: Bạch Nương Tử vĩnh trấn Lôi Phong tháp của Phùng Mộng Long cuối thời Minh thì kết thúc câu chuyện được thay đổi: bi kịch tình yêu chuyển thành kết cục đại đoàn viên, bổ sung thêm các tình tiết sau khi Bạch Nương Tử bị Pháp Hải nhốt trong Lôi Phong tháp.
13 hồi của tác phẩm:
- Hồi 1: Mưu sinh kế kiều dung thác đệ, tư trần giới Bạch Xà hàng phàm
- Hồi 2: Du Tây Hồ hỷ phùng nhị mỹ, phối Cô Tô hoạch tội tam thiên
- Hồi 3: Ngô viên ngoại kiến thư bảo hữu, Bạch Trân Nương lữ điếm thành thân
- Hồi 4: Bạch Trân Nương lữ điếm đấu phép, Hứa Hán Văn kinh xà vẫn mệnh
- Hồi 5: Mạo bách hiểm Dao Trì đạo đan, quyết song thai phủ đường nghị chứng
- Hồi 6: Ngoan lang trung thiết kế tái bảo, từ thái thú hoài tình nghĩ khinh
- Hồi 7: Xảo Trân Nương Trấn Giang mại dược, si Hán Văn trường nhai nhận thê
- Hồi 8: Nhiễm tương tư Từ Can cầu kế
- Hồi 9: Du Kim Sơn Pháp Hải thị yêu
- Hồi 10: Yêm Kim Sơn nhị xà đấu phép, điệp Mộc Kiều lưỡng quái tự tình
- Hồi 11: Nộ ngoan ngoan mao đạo hạ sơn, hỷ tư tư văn tinh giáng thế
- Hồi 12: Pháp Hải sư phụng Phật thu yêu, Quan Thế Âm hóa đạo trị bệnh
- Hồi 13: Tiêu hoàng bảng danh chấn kim nhai, kết hoa chúc nhất gia đoàn tụ

### Bạch Xà toàn truyện
Một văn bản khác được nhiều người yêu thích là Bạch Xà toàn truyện của Mộng Hoa quán chủ (tên thật là Giang Âm Hương) viết vào cuối đời Thanh: Bạch Tố Trinh là bạch xà tu luyện ngàn năm, do uống tiên đơn của hòa thượng Pháp Hải nên tu luyện thành yêu tinh thần thông quảng đại. Vì muốn báo đáp ơn cứu mạng của thư sinh Hứa Tiên ở kiếp trước nên hóa thân thành người, sau đó gặp Thanh Xà tinh Tiểu Thanh, hai người kết bạn. Khi Bạch Tố Trinh thi triển pháp lực, bày diệu kế quen biết được Hứa Tiên, rồi lấy chàng ta. Hòa thượng Pháp Hải ở chùa Kim Sơn vì muốn báo thù chuyện Bạch Tố Trinh ăn trộm tiên đơn, nên thuyết phục Hứa Tiên vào tiết Đoan Ngọ cho Bạch Tố Trinh uống rượu Hùng hoàng. Bạch Tố Trinh không thể không hiện nguyên hình, làm cho Hứa Tiên kinh hãi mà chết. Bạch Tố Trinh lên thiên đình trộm cỏ tiên cứu sống Hứa Tiên. Pháp Hải lừa Hứa Tiên đến chùa Kim Sơn rồi giam lỏng chàng, Bạch Tố Trinh cùng Tiểu Thanh đấu phép với Pháp Hải làm nước tràn chùa Kim Sơn và làm hại rất nhiều sinh linh. Bạch Tố Trinh vì vi phạm luật trời, sau khi sinh con bị Pháp Hải thu vào trong bát, đem nhốt dưới tháp Lôi Phong. Sau này con trai Bạch Tố Trinh lớn lên thi đỗ trạng nguyên, đến trước tháp tế mẹ, cứu thoát Bạch Tố Trinh, cả nhà đoàn tụ. Bộ phim truyền hình Đài Loan Tân Bạch Nương Tử truyền kỳ năm 1992 dựa theo bản này.
Bạch Xà toàn truyện có tên đầy đủ là Ngụ ngôn phúng thế thuyết bộ tiền hậu Bạch Xà toàn truyện, Mộng Hoa quán chủ đã kết hợp truyền thuyết dân gian cùng hí khúc dân gian biên soạn thành tiểu thuyết bạch thoại chương hồi. Nội dung và tình tiết của tác phẩm rất đồ sộ và dựa trên cơ sở truyền thuyết nên làm tăng thêm rất nhiều tình tiết mới, khiến cho nội dung thêm phong phú và toàn diện. Phần tiền truyện gồm 48 hồi, phần hậu truyện gồm 16 hồi.
| - Hồi 1: Vết tiên - Hồi 2: Chơi hồ - Hồi 3: Thuyết thân - Hồi 4: Tặng bạc - Hồi 5: Đạp khám - Hồi 6: Hỏi cưới - Hồi 7: Bức cái - Hồi 8: Dịch bảo - Hồi 9: Phục diễm - Hồi 10: Khách trở - Hồi 11: Từ khỏa - Hồi 12: Mở tiệm - Hồi 13: Tản ôn - Hồi 14: Tặng bùa - Hồi 15: Đấu phép - Hồi 16: Đoan Dương - Hồi 17: Đoan Dương - Hồi 18: Trộm cỏ - Hồi 19: Cứu chồng - Hồi 20: Tỳ tranh - Hồi 21: Hương mê - Hồi 22: Sính tiên - Hồi 23: Hàng yêu - Hồi 24: Lo sau - Hồi 25: Tái đạo - Hồi 26: Kinh đường - Hồi 27: Đường mê - Hồi 28: Si luyến - Hồi 29: Hoảng sợ - Hồi 30: Kinh tự - Hồi 31: Khéo đổi - Hồi 32: Hóa đàn - Hồi 33: Khai quang - Hồi 34: Nước ngập - Hồi 35: Đoạn Kiều - Hồi 36: Cô lưu - Hồi 37: Nhị thưởng - Hồi 38: Bắt rết - Hồi 39: Chỉ phúc - Hồi 40: Sản quý - Hồi 41: Thành y - Hồi 42: Phi bát - Hồi 43: Trấn tháp - Hồi 44: Cắt tóc - Hồi 45: Khóc tháp - Hồi 46: Thu thanh - Hồi 47: Gặp cha - Hồi 48: Tế tháp |

## Lưu truyền

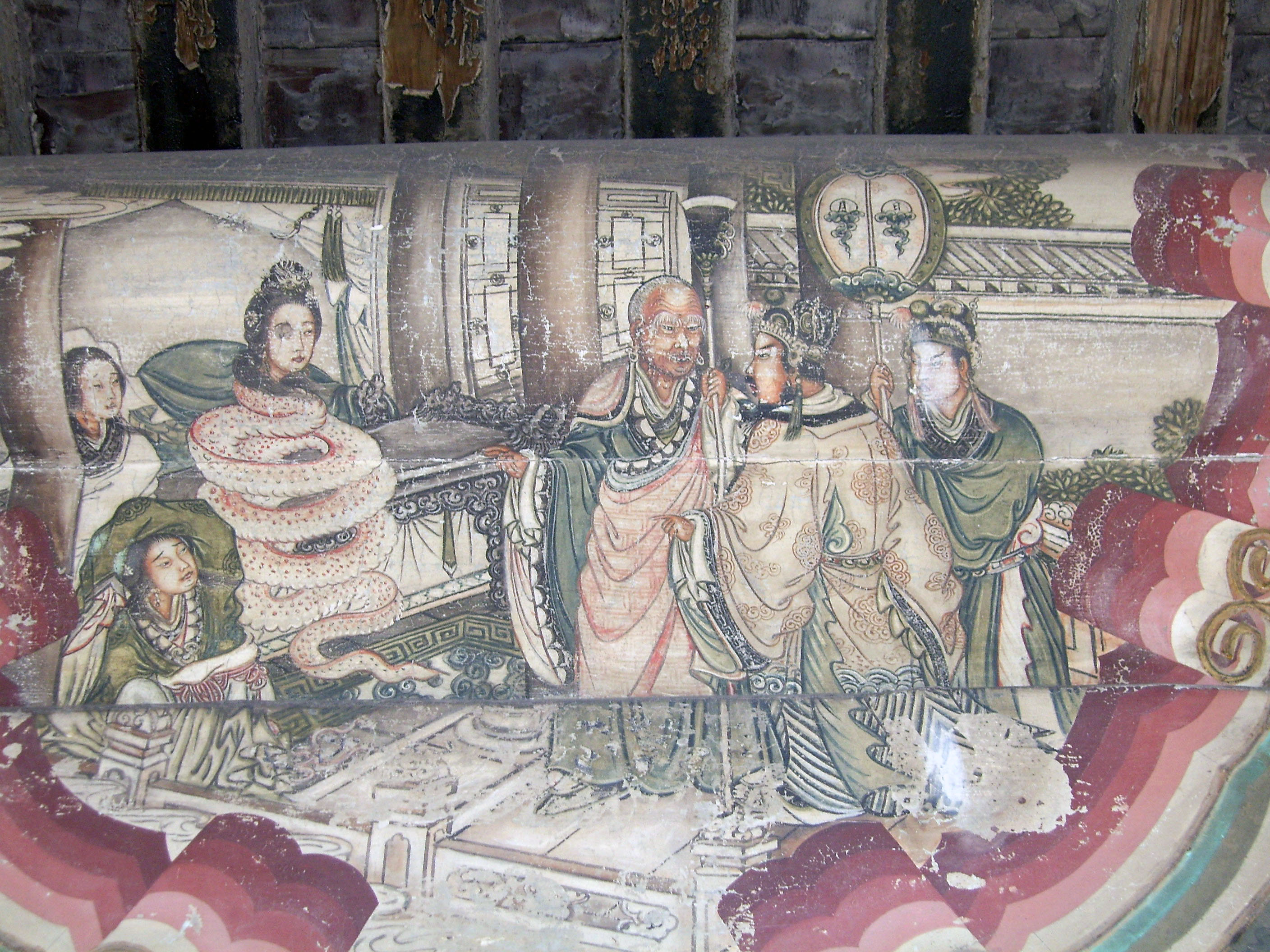
Tây Hồ nam tháp ký: Bạch Nương Tử là loại bạch xà tinh chuyên ăn thịt thanh niên nam tử

Bạch Xà truyện được lưu truyền rộng rãi ở Trung Quốc, ban đầu là truyền miệng, sau đó nhiều hình thức truyền bá dân gian xuất hiện như bình thoại, thuyết thư, đàn từ xuất hiện, dần dần được chuyển thể thành kịch. Sau này còn có tiểu thuyết, sau Dân quốc còn có ca kịch, kịch Đài Loan, truyện tranh. Đến hiện đại Bạch Xà truyện còn được quay thành điện ảnh, cải biên thành múa hiện đại, tiểu thuyết kiểu mới... Tên gọi Bạch Xà truyện có thể xuất hiện vào cuối thời Thanh, trước đó không có tên gọi cố định nào.
Bạch Xà truyện không chỉ phổ biến ở Trung Quốc, ở Nhật Bản còn được chuyển thể thành phim hoạt hình. Có ý kiến
cho rằng truyền thuyết Bạch Xà truyện có liên quan đến Ấn Độ giáo. Chuyện sáng thế trong Ấn Độ giáo cũng bắt đầu từ hai con rắn lớn (Naga) khuấy động sữa biển. Ở Đông Nam Á cũng có các câu chuyện tương tự như Bạch Xà truyện, ví dụ như Chu Đạt Quan ở thời Nguyên trong tác phẩm Chân Lạp phong thổ ký có ghi chép chuyện quốc vương Chân Lạp có một "thiên cung", đêm đêm lên tòa tháp vàng ở thiên cung giao hợp cùng nữ nhân do xà tinh hóa thành, là nguyên mẫu của chuyện người và rắn giao cấu với nhau. Ngoài ra, nhân vật Lamia của John Keats năm 1819 là do rắn biến thành. Sau đó cùng thanh niên Menippus Lycius kết làm vợ chồng, trong đêm cưới De Vita Apollonius khám phá ra Lamia là rắn.
Ngoài ra, trong các thoại bản của những người kể chuyện cung đình thời Nam Tống có chuyện Song ngư phiến trụy, trong đó đề cập đến Bạch Xà và Thanh Ngư tu luyện thành tinh dưới đáy Tây Hồ, gặp và yêu Hứa Tuyên (không phải Hứa Tiên), trộm bạc của quan, mở hiệu thuốc... các tình tiết tương tự như Bạch Xà truyện sau này. Trong các tác phẩm văn học khác cũng có các câu chuyện tương tự, vì vậy một số học giả rằng Bạch Xà truyện có thể là do truyền thuyết Trung Quốc pha trộn với thần thoại Ấn Độ mà thành.
Nhà Hán học Pháp Stanislas Julien đã từng dịch Bạch Xà truyện sang tiếng Pháp.

## Lịch sử

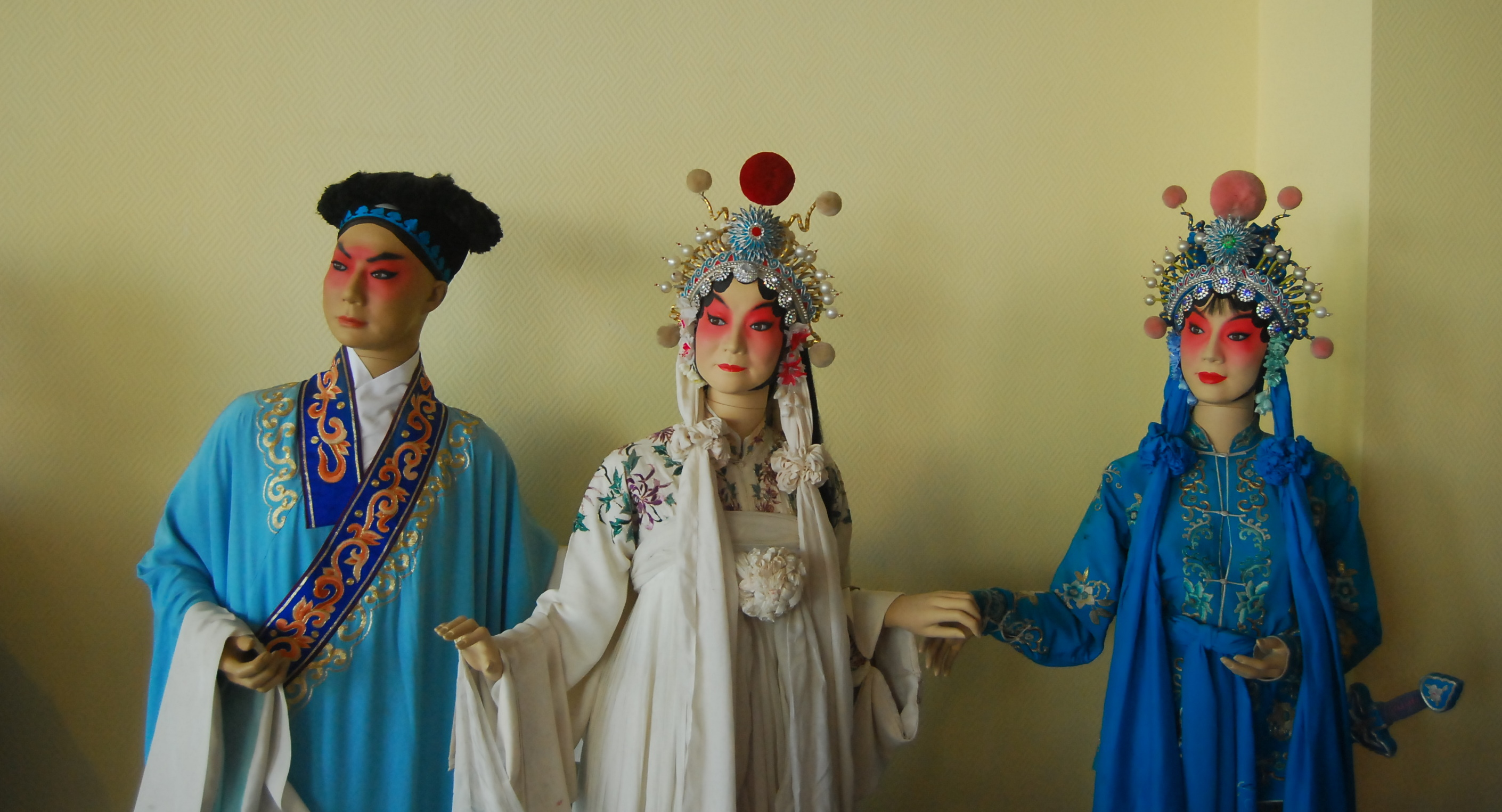
Hình tượng ba nhân vật chính trong Kinh kịch Bạch Xà truyện. Từ trái sang phải: Hứa Tiên, Bạch Nương Tử, Tiểu Thanh

Do Bạch Xà truyện ban đầu chủ yếu được truyền miệng trong dân gian nên phát sinh nhiều dị bản và tình tiết không giống nhau. Có bản đến chuyện Bạch Tố Trinh bị nhốt vào tháp Lôi Phong là kết thúc, có bản thêm tình tiết Bạch Xà sinh con, lại có bản thêm chuyện con của Bạch Xà thi đỗ trạng nguyên, tế tháp cứu mẹ thành kết cục đại đoàn viên. Tuy nhiên, các tình tiết cơ bản của câu chuyện thường được cho là đã hoàn chỉnh vào thời Nam Tống.
Dưới thời Đường, đã có chuyện truyền kỳ kể về quan hệ giữa rắn hóa thành người và con người. Đến thời Tống mới xuất hiện chuyện xà tinh và người kết hôn.
Điều đáng chú ý là trong các bản kể đầu tiên, Tiểu Thanh không phải do Thanh Xà biến thành mà là do Thanh Ngư biến thành. Sau này mới cải biên thành Bạch Linh Xà và Thanh Trúc Xà ở núi Nga My tu luyện thành tiên đến Tây Hồ du ngoạn rồi gặp gỡ Hứa Tiên. Điều này trong Song ngư phiến trụy, Bạch Nương Tử vĩnh trấn Lôi Phong tháp có miêu tả rõ ràng. Nhân vật Hứa Tiên ban đầu là Hứa Tuyên, sau này mới dần dần được đổi thành Hứa Tiên.
Bạch Xà truyện được tìm thấy sớm nhất trong tác phẩm Cảnh thế thông ngôn của Phùng Mộng Long, quyển 28: Bạch Nương Tử vĩnh trấn Lôi Phong tháp. Tác phẩm Lôi Phong tháp (xem Sơn Các bản) của Hoàng Đồ Tất đầu thời Thanh là bản chỉnh lý sớm nhất các hý khúc được sáng tác và lưu truyền, trong bản này chỉ kể đến đoạn Bạch Xà bị trấn áp trong tháp Lôi Phong, không có tình tiết sinh con tế tháp. Sau này lại xuất hiện Lê Viên cựu sao bản (khả năng là cha con Trần Gia Ngôn sáng tác, hiện bản còn lưu giữ được không đầy đủ), là văn bản được lưu truyền rộng rãi, có thêm tình tiết Bạch Xà sinh con.
Vào thời Càn Long, Phương Thành Bồi cải biên thành Lôi Phong tháp truyền kỳ (Thủy Trúc Cư bản) bao gồm 34 màn, bao gồm 4 quyển: quyển 1 từ Sơ sơn, Thu Thanh đến Chu ngộ, Đính minh; quyển 2 là Đoan Dương, Cầu thảo; quyển 3 là Yết thiện, Thủy môn; quyển 4 từ Đoạn Kiều đến Tế tháp là hết. Các tình tiết chủ yếu của Bạch Xà truyện đến đây có thể nói là cơ bản hoàn thành. Bản kịch này được dâng lên vua Càn Long khi tuần du Giang Nam, do đó có đóng dấu ngự lãm của Càn Long, làm cho tất cả các tầng lớp trong xã hội không ai không biết đến Bạch Xà truyện. Sau này vào năm Gia Khánh thứ 11, Ngọc Sơn chủ nhân lại xuất bản bộ tiểu thuyết trung thiên Lôi Phong tháp kỳ truyện, năm Gia Khánh thứ 14 lại xuất bản đàn từ Nghĩa yêu truyện. Đến đây, hình tượng xà tinh đã hoàn toàn thay đổi: từ một yêu quái chỉ đơn thuần mê hoặc con người trở thành một người con gái có tình có nghĩa.
Từ giữa thời Thanh về sau, Bạch Xà truyện là vở kịch thường xuyên được công diễn, xem trong Cúc bộ quần anh vào thời Đồng Trị thì đương thời diễn xuất Bạch Xà truyện là Kinh kịch lẫn với Côn khúc nhưng vẫn lấy Côn khúc làm chủ yếu, đồng thời có thể nhận thấy thời đại xảy ra tình tiết tế tháp trong Bạch Xà truyện là khá muộn.
Hiện nay, Bạch Xà truyện được chuyển thể thành bộ phim truyền hình Đài Loan Tân Bạch Nương Tử truyền kỳ, cơ bản dựa theo các tình tiết có sẵn và bổ sung thêm một số nội dung. Ngoài ra, còn có tiểu thuyết Thanh Xà của nữ tác giả Hồng Kông Lý Bích Hoa được sáng tác dựa theo Bạch Xà truyện, sau đó được đạo diễn nổi tiếng Hồng Kông Từ Khắc đưa lên màn ảnh. Đoàn ca kịch Minh Hoa Viên của Đài Loan thường biểu diễn Bạch Xà truyện ngoài trời vào trước sau Tết Đoan ngọ, nội dung câu chuyện không được cải biên nhiều, nhưng thiết kế sân khấu có nhiều đột phá so với truyền thống, trong đoạn nước ngập chùa Kim Sơn huy động cả xe phun nước của đội cứu hỏa, lại còn thiết kế dây cáp để tạo cảm giác Bạch Xà và Thanh Xà đằng vân giá vụ. Ngoài ra, tác phẩm này còn được Hãng phim hoạt hình Toei của Nhật Bản cải biên thành bộ phim hoạt hình mang tên Bạch Xà truyện (phát hành năm 1958), là bộ phim hoạt hình màu đầu tiên của Nhật, đánh dấu một cột mốc trong lịch sử phim hoạt hình Nhật Bản (đáng chú ý là bộ phim căn cứ theo nguyên bản: Tiểu Thanh là thanh ngư, không phải thanh xà).
Qua gần một ngàn năm hình thành và phát triển của Bạch Xà truyện, ngoài việc làm phong phú thêm các tình tiết, tính cách nhân vật cũng dần dần được thay đổi và phát triển.

## Chuyển thể

### Kịch
Bạch Xà truyện đã được chuyển thể nhiều lần thành Kinh kịch, Việt kịch và các loại hình hý khúc khác.
Các vở nhạc kịch được thực hiện tại Hồng Kông bao gồm:
- Bạch Nương Nương do Cố Gia Huy và Hoàng Triêm sản xuất. Công chiếu năm 1972, đánh dấu mở đầu nền công nghiệp nhạc kịch Hồng Kông
- Bạch Xà, Thanh Xà (2005) do Christopher Wong sản xuất
- Bạch Xà truyện do Cao Thế Chương và Chris Shum sản xuất

Năm 2010, một vở opera mang tên Madame White Snake, nhạc Chu Long, lời Cerise Lim Jacobs được Hãng Opera Boston sản xuất và công chiếu.

### Phim điện ảnh
| Năm  | Tên                        | Quốc gia             | Hãng sản xuất                                        | Diễn viên chính                                               | Thông tin thêm                                                                    |
| ---- | -------------------------- | -------------------- | ---------------------------------------------------- | ------------------------------------------------------------- | --------------------------------------------------------------------------------- |
| 1958 | Bạch Xà truyện             | Nhật Bản             | Toei Animation                                       |                                                               | Phim điện ảnh hoạt hình (là bộ phim điện ảnh hoạt hình màu đầu tiên của Nhật Bản) |
| 1962 | Bạch Xà truyện             | Hồng Kông            | Thiệu thị huynh đệ                                   | Lâm Đại                                                       |                                                                                   |
| 1975 | Bạch Xà đại náo thiên cung | Đài Loan             |                                                      |                                                               | Tôn Dương đạo diễn                                                                |
| 1978 | Chân Bạch Xà truyện        |                      |                                                      | Lâm Thanh Hà                                                  |                                                                                   |
| 1982 | Tân Bạch Xà truyện         |                      |                                                      | Lâm Thanh Hà                                                  |                                                                                   |
| 1993 | Thanh Xà                   | Hồng Kông            |                                                      | Trương Mạn Ngọc, Vương Tổ Hiền, Triệu Văn Trác, Ngô Hưng Quốc | Từ Khắc đạo diễn                                                                  |
| 2011 | Truyền thuyết Bạch Xà      | Trung Quốc Hồng Kông | Công ty TNHH Điện ảnh Truyền thông Cự Lực Trung Quốc | Lý Liên Kiệt, Huỳnh Thánh Y, Lâm Phong, Thái Trác Nghiên      | Trình Tiểu Đông đạo diễn                                                          |

### Phim truyền hình
| Năm  | Tên                                  | Quốc gia              | Hãng sản xuất | Diễn viên chính                                                                                          | Thông tin thêm    |
| ---- | ------------------------------------ | --------------------- | ------------- | --- | ----------------- |
| 1990 | Kỳ ảo nhân gian thế                  | Hồng Kông             | TVB           | Trần Mỹ Kỳ, Thiệu Mỹ Kỳ, Ngô Đại Dung                                                                    |                   |
| 1992 | Tân Bạch nương tử truyền kỳ          |                       |               | Triệu Nhã Chi, Diệp Đồng, Trần Mỹ Kỳ                                                                     |                   |
| 1995 | Bạch Xà hậu truyện: Nhân gian hữu ái | Singapore             |               | Lưu Thu Thiên, Đinh Lam, Vương Dụ Hương, Nghiêm Bính Lượng, Tào Quốc Huy, Lâm Ích Thịnh, Hoàng Tố Phương |                   |
| 1998 | Ta và cương thi có ước hẹn           | Hồng Kông             | ATV           | |                   |
| 2001 | Thanh Xà và Bạch Xà                  | Đài Loan và Singapore |               | Phạm Văn Phương, Trương Ngọc Yến, Lý Minh Thuận, Tiêu Ân Tuấn                                            |                   |
| 2006 | Bạch Xà truyện                       | Trung Quốc            |               | Lưu Đào, Phan Việt Minh, Trần Tử Hàm, Lưu Tiểu Phong                                                     |                   |
| 2010 | Bạch Xà hậu truyện:                  | Trung Quốc            |               | Phó Miểu, Khưu Tâm Chí, Trì Soái, Lưu Thi Thi                                                            |                   |
| 2011 | Gặp Lại Bạch Nương Tử                | Trung Quốc            |               | Nhậm Tuyền, Tả Tiểu Thanh, Thẩm Hiểu Hải, Đới Quân Trúc                                                  |                   |
| 2018 | Thiên Kê Chi Bạch Xà Truyền Thuyết   | Trung Quốc            |               | Dương Tử, Nhậm Gia Luân, Mao Tử Tuấn, Lý Mạn, Lưu Gia Linh                                               |                   |
| 2019 | Tân Bạch nương tử truyền kỳ          | Trung Quốc            |               | Cúc Tịnh Y, Vu Mộng Lung                                                                                 | Đạo diễn: Trí Lỗi |

### Phim hoạt hình
- Nước ngập Kim Sơn, Trung Quốc sản xuất

White Snake (2019) do studio Light Chaser Animation, Trung Quốc sản xuất

### Múa
- Bạch Xà truyện: năm 1982, do La Văn, Uông Minh Thuyên, Mễ Tuyết thủ vai chính
- Bạch Xà truyện: do Đoàn múa Vân Môn của Đài Loan sản xuất